# Костюрин, Степан Дмитриевич
Степан Дмитриевич Костюрин (1853, Николаев — 1898, Ялта) — русский врач, патолог и педагог.

## Биография
Родился в 1853 году в Николаеве.
В 1872 году окончил Николаевскую Александровскую гимназию и поступил в Горный институт в Петербурге. Окончив 3 курса, перешёл в Медико-хирургическую академию. На 2-м и 3-м курсах исполнял обязанности ассистента по кафедре нормальной гистологии профессора Заварыкина, на 4 и 5 курсах — ординатора клиники профессора Манассеина. Окончил академию в 1880 году лекарем с отличием, получив золотую медаль за работу «Материалы для учения о русской бане» и премию (им. профессора Т. Ильинского или профессора Буша[уточнить]).
В 1881 году по приглашению профессора В. В. Пашутина занял место прозектора при кафедре общей патологии. В 1884 году получил степень доктора медицины за диссертацию «О влиянии повреждения нижней части спинного мозга на метаморфоз в теле животных», и тогда же был послан за границу для усовершенствования.
С 1885 года — приват-доцент, с 1886 — экстраординарный, с 1888 года — ординарный профессор общей патологии в Харьковском университете. Студенты вспоминали о его лекциях как неинтересных и скучных, от которых спасали только хорошие учебники Пашутина и Подвысоцкого. Ассистентом Костюрина был Н. А. Протопопов. Костюрин был также научным консультантом на Бактериологической станции Харьковского медицинского общества.
В 1895—1898 годах возглавлял кафедру фармакологии Военно-медицинской академии, которой перед ним заведовал И. П. Павлов.
В 1893—1897 годах был врачом-директором курорта Славянских минеральных вод; в 1893 году был представителем курорта на Первой Всероссийской гигиенической выставке в Санкт-Петербурге и за образцы славянских минеральных вод получил большую серебряную медаль; в 1896 году на Всероссийской промышленной и художественной выставке в Нижнем Новгороде был в составе делегации Общества Славянских сельзаводчиков и лично демонстрировал экспонаты и также получил серебряную медаль. В 1896—1897 годах был редактором газеты курорта «Сезонный лист Славянских минеральных вод».
Умер от чахотки в Ялте в 1898 году.
В Славянске существует улица Степана Костюрина.

## Научная деятельность
С. Д. Костюрин опубликовал до 25 оригинальных исследований. Его научные интересы были разносторонни; в числе научных работ имеются исследования, относящиеся к области физиологии, фармакологии, экспериментальной патологии, патологической гистологии, патологической химии, бактериологии, клинической медицины. Несколько работ С. Д. Костюрина было посвящено учению о русской бане, различным изменениям у чахоточных и т. д.

## Семья
Женился 12 ноября 1875 года на дочери надворного советника Марии Трофимовне Крищенковой. Их дети:
- Виктор (09.09.1886—?)[2]
- Вера (1893—24.02.1914[3])